# Chay (futebolista)
Chayene Medeiros Oliveira Santos, mais conhecido como Chay (Maceió, 29 de setembro de 1990), é um futebolista brasileiro que atua como meio-campista e ponta. Atualmente joga pelo Volta Redonda.

## Carreira

### Início
Chay começou no futebol no Canto do Rio e no Bonsucesso, sem se destacar. Rapidamente se transferiu para o futebol asiático, passando três anos em clubes da Tailândia e da Malásia.
No verão de 2011, quando estava de férias no Brasil, Chay foi atingido por uma bala perdida, que atingiu uma costela e passou de raspão por seu fígado; a cirurgia e a reabilitação deixaram o atleta sem jogar por três meses.

### Reinício no futebol 7
Quando retornou ao futebol brasileiro, em 2013, sem propostas de equipes profissionais, ele passou a atuar no Futebol 7, no qual jogou pelas equipes de Botafogo, Flamengo, Fluminense, Vasco, America-RJ e Coritiba. O desempenho nos clubes levou-o a ser convocado para a Seleção Brasileira de Futebol 7, com a qual ele foi campeão da Copa América da modalidade, em 2018, e meses depois venceu a Copa do Mundo da categoria, sendo depois eleito o melhor jogador das Américas e disputando o título de melhor do mundo da modalidade, em uma época que ele dividia as atenções entre o futebol de campo e o futebol 7.

### Retorno aos gramados
Em 2017, Chay aceitou o convite do Bela Vista para atuar no clube, que participava da terceira divisão do futebol carioca. Teve passagens por Mogi Mirim, São Gonçalo e Rio Branco-AC. Desde 2019, ele se dedica exclusivamente ao futebol de campo. Após jogar no America, ele se transferiu para a Portuguesa, onde foi um dos destaques da equipe no Campeonato Carioca de 2020, com cinco gols marcados em 13 partidas.

### Botafogo
As atuações de Chay pela Portuguesa da Ilha atraíram a atenção do Botafogo, que anunciou sua contratação por empréstimo em 24 de maio de 2021, visando a disputa da Série B do Campeonato Brasileiro. Rapidamente, ele se tornou um dos principais jogadores da equipe, se tornando peça essencial no ataque alvinegro ao lado do centroavante Rafael Navarro. Devido à boa performance, o Botafogo adquiriu o passe de Chay em definitivo, e estendeu seu contrato até o ano de 2024. O desempenho do atleta na Série B levou dois irmãos torcedores do clube a criarem uma paródia da música "I Will Survive", de Gloria Gaynor, chamada "Eu Vi o Chay", que viralizou na internet com uma letra que compara o jogador a estrelas do futebol, como Didi, Neymar, Ronaldo, Lionel Messi e Thierry Henry.

### Cruzeiro
Em 27 de julho de 2022, foi anunciado seu empréstimo ao Cruzeiro até o fim da temporada.

### Ceará
O Ceará anunciou a contratação de Chay em 2 de janeiro de 2023. O jogador foi emprestado por um ano pelo Botafogo. Na temporada de 2023, ele atuou em 36 partidas e marcou dois gols pelo clube.

### Guarani
O Guarani anunciou a contratação de Chay em 14 de janeiro de 2024, também em um empréstimo de um ano junto ao Botafogo.

## Títulos

### Futebol
Botafogo
- Campeonato Brasileiro - Série B: 2021

Cruzeiro
- Campeonato Brasileiro - Série B: 2022

Ceará
- Copa do Nordeste: 2023

Prêmios individuais
- Seleção do Campeonato Carioca: 2021[18]
- Seleção do Campeonato Brasileiro - Série B: 2021[19]

### Futebol 7
Seleção Brasileira
- Copa do Mundo: 2018
- Copa América: 2018

Prêmios individuais
- Melhor Jogador da Copa América: 2018